# Тигей
Тиге́й (хак. Тигей — «вершина горы, макушка») — посёлок в Усть-Абаканском районе Хакасии. Входит в сельское поселение Райковский сельсовет.

## География
Находится в 35 км к юго-западу от районного центра, пгт Усть-Абакан, в 25 км от города Абакана. В 3 км северо-западнее посёлка находится Красное озеро, популярное места для рыбалки.
На восточной окраине посёлка расположена узловая станция Тигей Красноярской железной дороги на линии Новокузнецк — Абакан. С северо-запада к станции примыкает железная дорога от станции Ачинск I.

## Население
| 2002 | 2010 |
| ---- | ---- |
| 88   | ↗91  |